# Universidades españolas en el Siglo de Oro

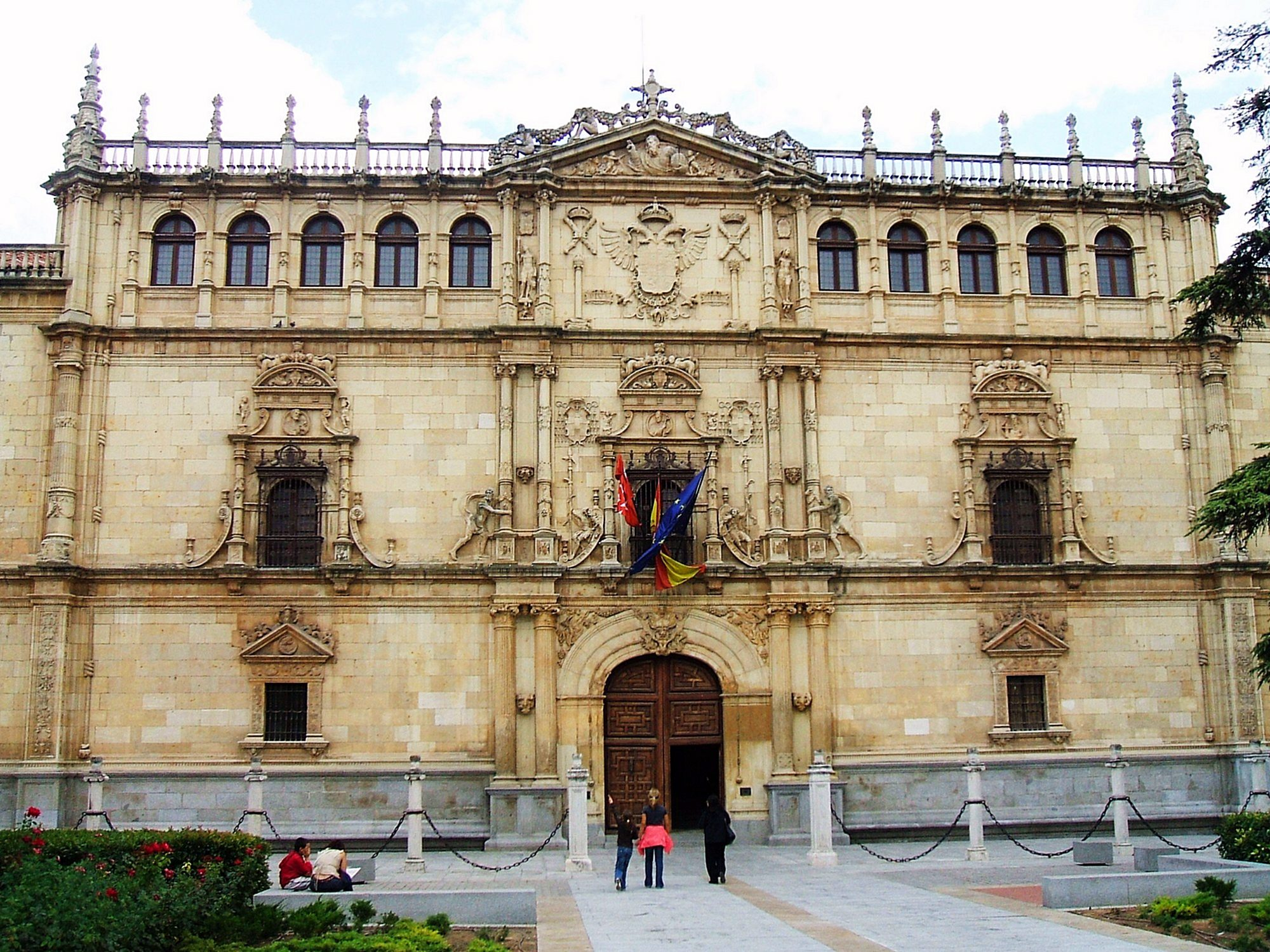
Fachada del Colegio Mayor de San Ildefonso, en Alcalá de Henares.

El Siglo de Oro español abarca desde la publicación de la Gramática castellana de Nebrija en 1492, hasta la muerte de Calderón en 1681.
Durante esta época se convirtieron en universidades del Imperio, con la Monarquía Hispánica en expansión. Vivero de profesionales de la administración y la política civil y religiosa en la Península, en las Indias y en los territorios hispanos de Europa. Al mismo tiempo, tras los conflictos religiosos de las Reformas, se transforman en bastiones del catolicismo militante, con una proyección internacional que desbordaba sus orígenes peninsulares. Desde finales del siglo XVII, un proceso de decadencia universitaria a la vez que social, se irá acentuando hasta el siglo XX.

## Importancia

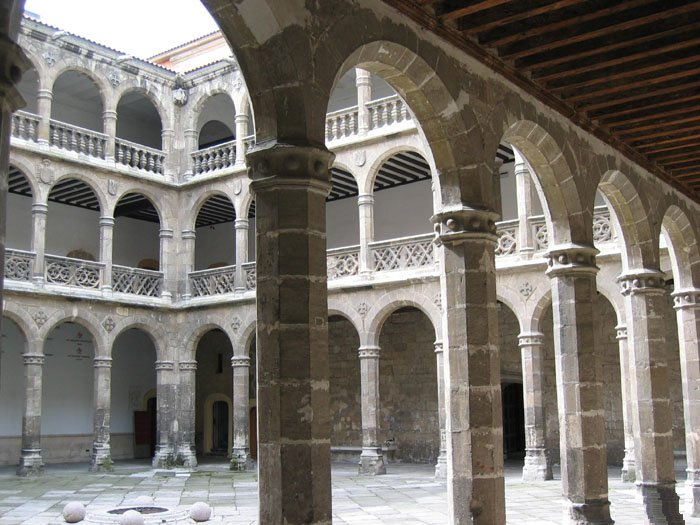
Patio del Palacio o Colegio Mayor de Santa Cruz, en Valladolid.

Las universidades españolas participaron activamente en el esplendor cultural del Siglo de Oro, especialmente Salamanca (con Coímbra) gracias al movimiento innovador que supuso la Escuela de Salamanca, pero más adelante, al igual que las demás instituciones universitarias europeas, no fueron el centro del movimiento renovador del pensamiento científico que llevó a la Revolución Científica, papel que correspondió a otras instituciones, como las sociedades científicas y academias y a las propias publicaciones científicas y correspondencia que se intercambiaban los científicos.
En líneas generales la universidad permaneció estancada en las formas repetitivas de la escolástica medieval (magister dixit), tendentes a la perpetuación de los paradigmas dominantes (galenismo, geocentrismo) y lo que se ha venido en llamar neoescolástica. No obstante, sus cátedras y colegios acogieron a personalidades de impresionante altura intelectual, y particularmente las españolas se caracterizaron por protagonizar un movimiento cultural de gran influencia que ha venido recibiendo el nombre de humanismo español, dentro del cual puede acotarse un grupo de autores bajo el nombre de escuela de Salamanca.
Se crearon bajo dos modelos principales, el de colegio-universidad y el de convento-universidad. En el primer modelo la enseñanza universitaria se organizaba en el seno de una comunidad de estudiantes escogidos y becados, cortos en número, austeramente gobernados y sujetos a determinados estatutos fundacionales ("Constituciones"). En el modelo convento-universidad la enseñanza universitaria se organizaba en el seno de una comunidad religiosa previamente existente.

## Universidades mayores y menores

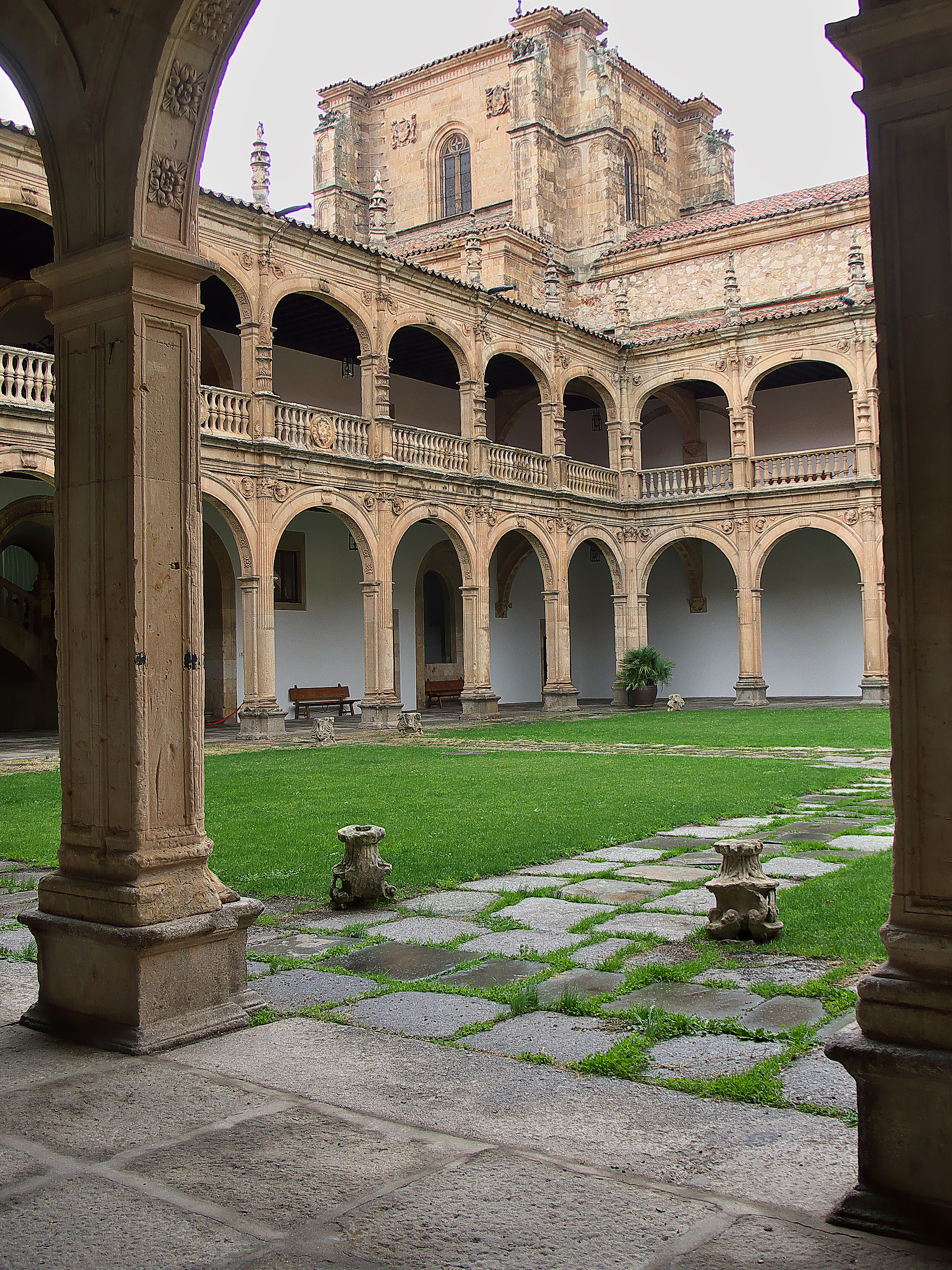
Patio del Colegio Mayor de Santiago el Zebedeo, en Salamanca.

Las tres universidades mayores castellanas de Alcalá, Salamanca y Valladolid adquirieron la categoría de verdaderas universidades de la Monarquía, y actuaron como centros dinámicos de atracción y proyección, atenuando la incidencia de las fuerzas locales.
El resto serían denominadas como universidades menores, que atenderían las necesidades culturales y religiosas de entornos locales, y fueron por ello apoyadas por prohombres y notables destacados. Fueron creadas, en su mayoría, por mecenas eclesiásticos, y algunos seculares, que las dotaron con rentas del diezmo, deuda pública o patrimonios personales. Las cátedras lo fueron en número reducido, limitándose a unas cuantas de gramática latina, derecho o medicina, así como de artes liberales y teología en el caso de los conventos. Las facilidades para realizar estudios locales, sin los costes de desplazamiento y estancias, al tiempo que las menores exigencias y mayor facilidad y baratura de los grados, contribuirían a mermar la clientela de las grandes universidades imperiales, sobre todo en los siglos XVII y XVIII.

### Colegios mayores y menores
No hay que confundir las instituciones que representan los colegios con las universidades, en especial cuando se las califica de mayores y menores. Un Colegio Mayor era una institución que daba formación universitaria de grados mayores (licenciatura y doctorado), además de dar alojamiento a los estudiantes. A veces eran una especie de prolongación de una Universidad, y otras fueron el germen de una Universidad. Durante el Siglo de Oro español, solamente las universidades mayores tuvieron colegios mayores:
- Universidad de Alcalá: de San Ildefonso (1499).
- Universidad de Salamanca: San Bartolomé o Colegio Viejo (1410), de Cuenca (1509), de Santiago el Zebedeo (1519) y de Oviedo (1521).
- Universidad de Valladolid: de Santa Cruz (1484).[8]

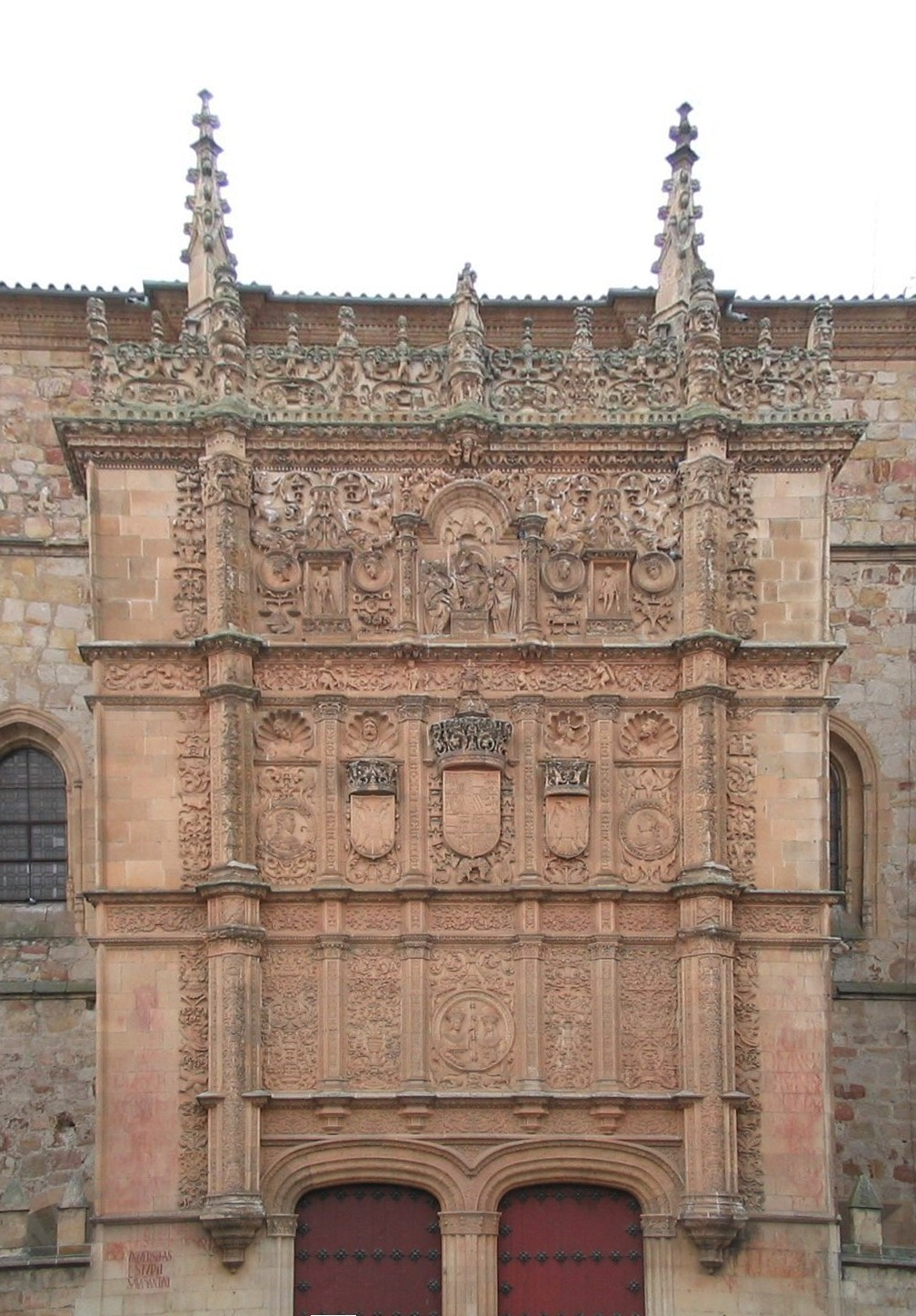
Fachada de la Universidad de Salamanca.

 Los Colegios Mayores originalmente estaban destinados a los estudiantes de mérito pero de origen modesto. Con el tiempo se apartaron de sus objetivos iniciales a medida que las plazas que ofertaban fueron monopolizadas por los hijos de la élite política española (aristocracia, nobleza y letrados), fenómeno que alcanzó una rigidez total a partir de mediados del siglo XVII. En un contexto de multiplicación de los títulos y escasez de cargos a desempeñar, estos últimos se aseguraron, por cooptación, el acceso a los colegios de mayor prestigio, la mejor opción como trampolín para acceder a brillantes carreras en las funciones más elevadas de los medios eclesiásticos o en los consejos y audiencias.
Los Colegios Menores (o simplemente Colegios) eran donde se daba el grado menor: bachiller; que por entonces ya servía para ejercer una profesión. Había colegios menores tanto en las universidades mayores como en las menores. Fueron especialmente numerosos en Salamanca y en Alcalá.

## Modelos universitarios
- Modelo claustral o medieval: descentralizado y otorgaba el mayor poder al claustro de estudiantes y profesores. Ejemplo: Salamanca o Valladolid.
- Modelo colegial o colegio-universidad: fundación particular por un prelado o un noble, del que dependían tanto sus objetivos como sus rentas. Funda un colegio con el visto bueno del Vaticano, que crecerá hasta transformarse en universidad. Tenían unas estructuras rígidas y jerarquizadas, siendo presididas por el rector y los colegiales. Ejemplos: Sigüenza, Alcalá, Sevilla, Santiago de Compostela, Baeza, Osuna y Toledo.
- Modelo conventual o convento-universidad: Convento que se convierte en universidad gracias a la bula papal. Depende de una orden religiosa, que controla y domina la institución universitaria, y nombra al rector y a los profesores. Ejemplo: benedictina (Irache), jerónimos (El Escorial), jesuitas (Gandía), dominicos (Orihuela, Ávila, Almagro, Tortosa, Solsona, Pamplona).
- Modelo municipal o estudio municipal: creadas a instancias de los ayuntamientos, eran mantenidas y regidas por las oligarquías locales. Típico de la Corona de Aragón. Ejemplos: Barcelona, Lérida, Valencia, Vich y Zaragoza.[13]

## Distribución de las universidades hispánicas

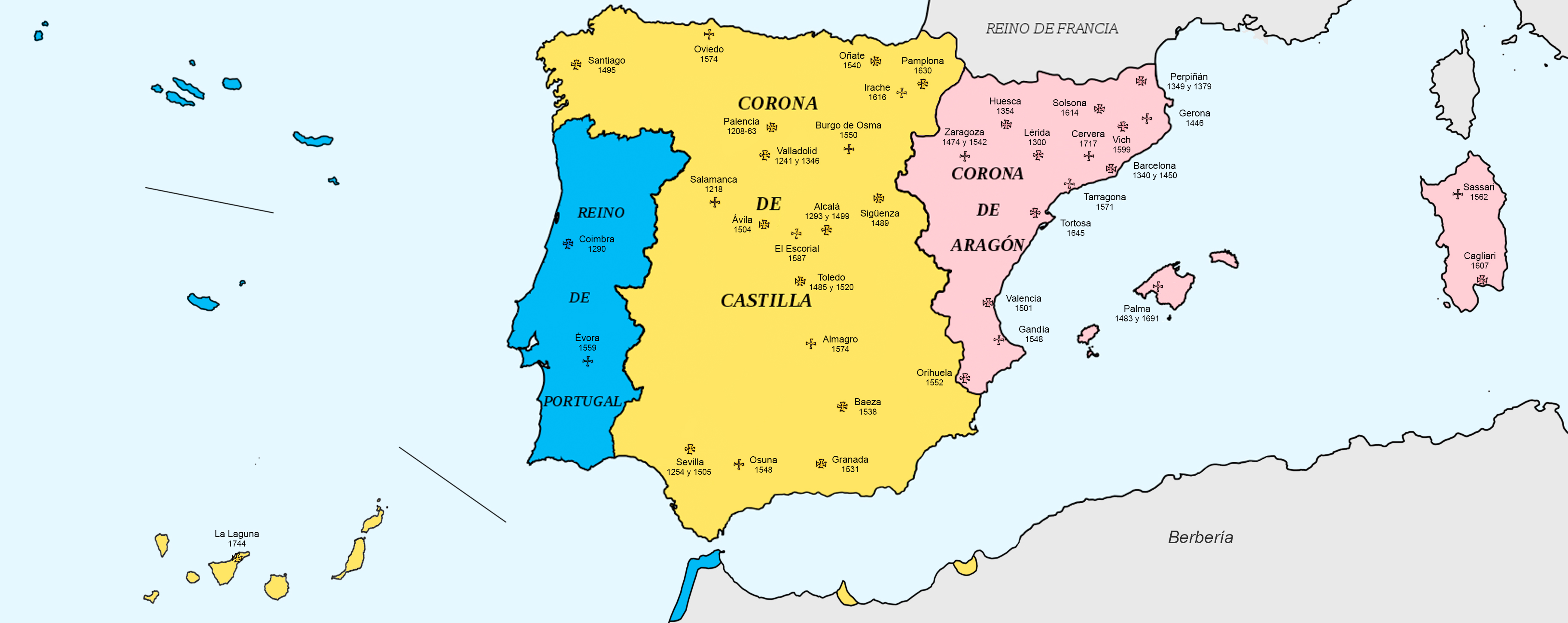
Mapa con la situación de las universidades españolas desde su creación hasta el fin del Siglo de Oro

### En la península ibérica
Se fundaron 9 universidades en la península ibérica durante el medievo (antes de 1475) ampliándose a 32 universidades en torno a 1625. Correspondían 18 universidades a la Corona de Castilla, 12 a la Corona de Aragón, y 2 al Reino de Portugal.
Cronología de su fundación:
- Antes de 1475: Barcelona, Coimbra/Lisboa, Gerona, Huesca, Lérida, Palencia, Perpiñán, Salamanca y Valladolid.
- Entre 1475 y 1600: Alcalá, Almagro, Ávila, Baeza, Burgo de Osma, El Escorial, Évora, Gandía, Granada, Irache, Oñate, Orihuela, Osuna, Santiago, Sevilla, Sigüenza, Tarragona, Toledo, Valencia, Vich y Zaragoza.
- Entre 1600 y 1700: Oviedo, Palma de Mallorca, Pamplona, Solsona y Tortosa.
- Entre 1700 y 1800: Cervera y La Laguna.
- Entre 1800 y 1831: Madrid.[15]

La tabla que sigue recoge, en orden cronológico, las universidades en la península ibérica, agrupando primero las de la Corona de Castilla (CC), luego las de la Corona de Aragón (CA) y por último, las del Reino de Portugal (RP). (Se puede ordenar por cualquier campo clicando las flechas de la primera fila.)
| N.º     | Localización           | Fundación | Cierre | Modelo                   | Cátedras                                             | Observaciones |
| (CC) 01 | Palencia               | 1208      | 1263   | Medieval                 | Artes, Teología                                      | Creada como Estudio General |
| (CC) 02 | Salamanca              | 1218      |        | Medieval                 | Artes, Cánones, Gramática, Leyes, Medicina, Teología | Se crea como Estudio general; en 1254 se le otorga el título de Universidad. |
| (CC) 03 | Valladolid             | 1241      |        | Medieval                 | Artes, Cánones, Gramática, Leyes, Medicina, Teología | 1346 se crea un Estudio general |
| (CC) 04 | Sigüenza               | 1489      | 1824   | Colegial                 | Artes, Gramática, Teología                           | 1824 incorporada a la Universidad de Alcalá |
| (CC) 05 | Santiago de Compostela | 1495      |        | Colegial                 | Artes, Cánones, Gramática, Leyes, Medicina, Teología | [ 19 ] |
| (CC) 06 | Alcalá de Henares      | 1499      | 1836   | Colegial                 | Artes, Cánones, Gramática, Leyes, Medicina, Teología | 1293 se crea un Estudio General 1836 cese de los estudios. 1977 se refunda la Universidad de Alcalá. |
| (CC) 07 | Ávila                  | 1504      | 1824   | Conventual (dominico)    | Artes, Gramática, Teología                           | 1996 se funda la Universidad Católica de Ávila |
| (CC) 08 | Sevilla                | 1505      |        | Colegial                 | Artes, Cánones, Gramática, Leyes, Medicina, Teología | 1254 se crea un Estudio general |
| (CC) 09 | Toledo                 | 1520      | 1845   | Colegial                 | Artes, Cánones, Gramática, Leyes, Medicina, Teología | 1485 se funda el Colegio de Santa Catalina |
| (CC) 10 | Granada                | 1531      |        | Colegial                 | Artes, Cánones, Gramática, Leyes, Medicina, Teología | |
| (CC) 11 | Baeza                  | 1538      | 1824   | Colegial                 | Artes, Gramática, Teología                           | [ 24 ] [ 25 ] [ 26 ] |
| (CC) 12 | Oñate                  | 1540      | 1901   | Colegial                 | Artes, Cánones, Gramática, Leyes, Medicina, Teología | 1869 Universidad libre, luego Real y Pontificia Universidad Vasco-Navarra y luego Universidad Libre Católica. |
| (CC) 13 | Osuna                  | 1548      | 1824   | Colegial                 | Artes, Cánones, Gramática, Leyes, Medicina, Teología | [ 30 ] [ 31 ] [ 32 ] |
| (CC) 14 | El Burgo de Osma       | 1550      | 1841   | Colegial                 | Artes, Cánones, Gramática, Teología                  | [ 33 ] |
| (CC) 15 | Oviedo                 | 1574      |        | Colegial                 | Artes, Cánones, Gramática, Leyes, Teología           | |
| (CC) 16 | Almagro                | 1574      | 1824   | Conventual (dominico)    | Artes, Cánones, Gramática, Teología                  | |
| (CC) 17 | El Escorial            | 1587      | ?      | Conventual (jerónimo)    | Artes, Gramática, Teología                           | |
| (CC) 18 | Irache                 | 1616      | 1824   | Conventual (benedictino) | Artes, Cánones, Gramática, Teología                  | 1347 se funda la Universidad de Sahagún, que fue trasladada a Irache 1544 se funda el Colegio de Artes de Irache. |
| (CC) 19 | Pamplona               | 1630      | 1813   | Conventual (dominico)    | Artes, Gramática, Teología                           | [ 36 ] [ 37 ] |
| (CC) 20 | La Laguna              | 1744      | 1845   | Conventual (agustino)    | Artes, Cánones, Gramática, Leyes, Medicina, Teología | 1701 Centro de estudios superiores de los religiosos agustinos. |
| (CC) 21 | Madrid                 | 1822      | 1823   | Estatal                  | Artes, Cánones, Gramática, Leyes, Medicina, Teología | Última universidad fundada en la España del Antiguo Régimen bajo el nombre de Universidad Central. Fundada en 1822 durante el Trienio Liberal, y cerrada en 1823 tras la invasión de los Cien Mil Hijos de San Luis. Reabierta en 1836 y renombrada en 1970 como Universidad Complutense de Madrid. |
| (CA) 01 | Lérida                 | 1300      | 1717   | Medieval                 | Artes, Cánones, Gramática, Leyes, Medicina, Teología | Refundada en 1991 |
| (CA) 02 | Huesca                 | 1354      | 1845   | Medieval                 | Artes, Cánones, Gramática, Leyes, Medicina, Teología | |
| (CA) 03 | Perpiñán               | 1379      | 1794   | Medieval                 | Artes, Cánones, Gramática, Leyes, Medicina, Teología | 1349 se crea un Estudio General 1979 refundación |
| (CA) 04 | Gerona                 | 1446      | 1717   | Medieval                 | Artes, Gramática, Teología \|                        | Refundada en 1991 |
| (CA) 05 | Barcelona              | 1450      | 1717   | Medieval                 | Artes, Cánones, Gramática, Leyes, Medicina, Teología | 1340 se crea un Estudio General 1842 la Universidad de Cervera se traslada a Barcelona. |
| (CA) 06 | Valencia               | 1501      |        | Municipal                | Artes, Cánones, Gramática, Leyes, Medicina, Teología | [ 40 ] |
| (CA) 07 | Zaragoza               | 1542      |        | Medieval                 | Artes, Cánones, Gramática, Leyes, Medicina, Teología | 1474 se crea el "Estudio general de artes" |
| (CA) 08 | Gandía                 | 1548      | 1772   | Conventual (jesuita)     | Artes, Cánones, Gramática, Leyes, Teología           | Hasta la expulsión de los jesuitas. |
| (CA) 09 | Orihuela               | 1552      | 1835   | Conventual (dominico)    | Artes, Cánones, Gramática, Leyes, Medicina, Teología | |
| (CA) 10 | Tarragona              | 1571      | 1717   | Seminario-Universidad    | Artes, Gramática, Teología                           | |
| (CA) 11 | Vich                   | 1599      | 1717   | Municipal                | Artes, Gramática, Teología                           | 1997 refundación |
| (CA) 12 | Solsona                | 1614      | 1717   | Conventual (dominico)    | Artes, Gramática, Teología                           | [ 46 ] [ 47 ] |
| (CA) 13 | Tortosa                | 1645      | 1717   |                          | Artes, Gramática, Teología                           | [ 48 ] |
| (CA) 14 | Palma de Mallorca      | 1691      | 1829   |                          | Artes, Cánones, Gramática, Leyes, Medicina, Teología | 1483 se crea el Estudio General Luliano 1978 refundación |
| (CA) 15 | Cervera                | 1717      | 1842   | Corporación claustral    | Artes, Cánones, Gramática, Teología                  | Fundada tras el traslado y fusión de las siete universidades catalanas. |
| (RP) 1  | Coimbra/Lisboa         | 1290      |        | Medieval                 | Artes, Cánones, Gramática, Leyes, Teología           | |
| (RP) 2  | Évora                  | 1559      | 1759   | Conventual (jesuita)     | Artes, Gramática, Teología                           | Refundada en 1973 |

### En América

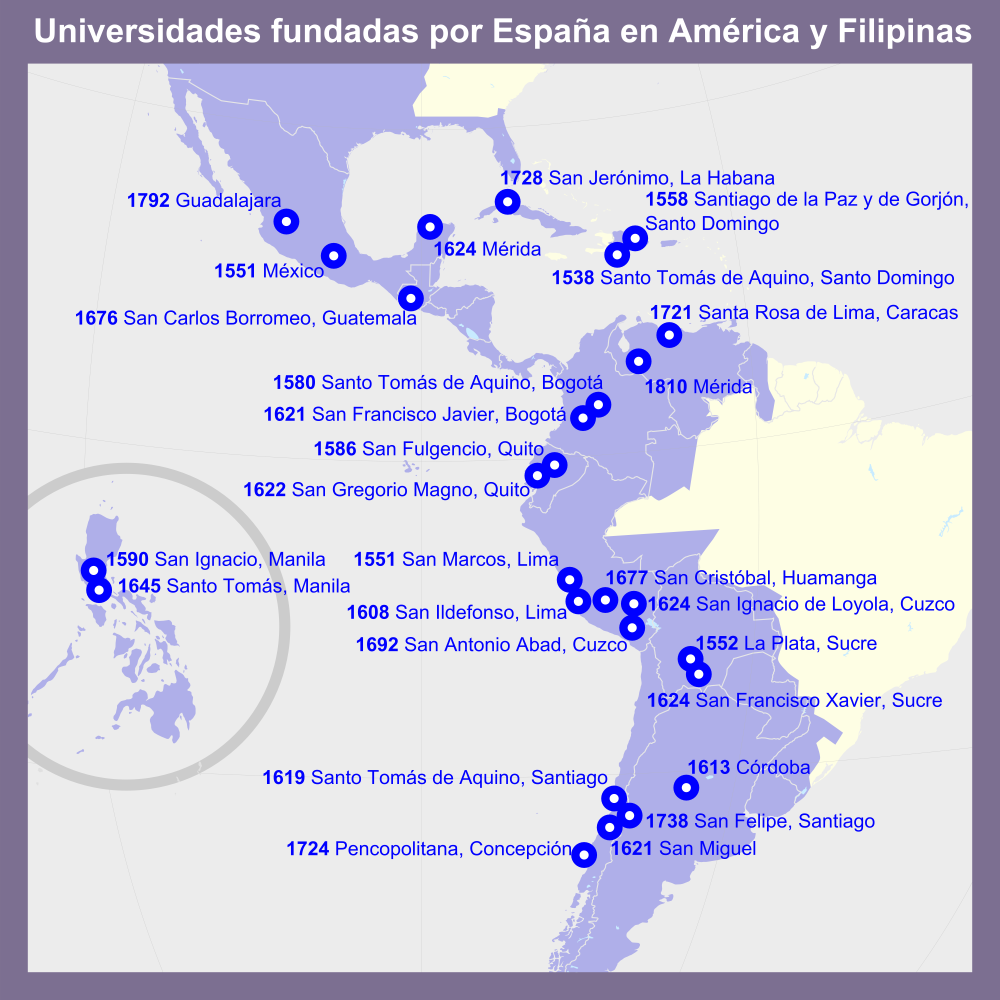
Universidades virreinales del Imperio español en América y Filipinas

Se fundaron 29 universidades por toda América, a lo largo de casi dos siglos. Estaban distribuidas: 5 en Perú, 4 en Chile, 3 en México, Colombia y Ecuador, 2 en Venezuela, la República Dominicana y Bolivia, y una universidad en Argentina, Guatemala, Nicaragua, Cuba y Venezuela.
| N.º     | Denominación                                                    | Fundación | Cierre             | Ciudad            | País actual          | Observaciones |
| 1 (o 2) | Real y Pontificia Universidad de San Marcos                     | 1551      |                    | Lima              | Perú                 | 1548 se crea un Estudio general 1551 se funda como Real Universidad de la Ciudad de los Reyes, en Lima, por cédula real 1574 se renombra como Real y Pontificia Universidad de San Marcos. 1946 se oficializa su nombre como: Universidad Nacional Mayor de San Marcos.                                                                                          |
| 2       | Real y Pontificia Universidad de México                         | 1551      | 1865               | México            | México               | 1551 se funda oficialmente por cédula real como Real Universidad de México. 1595 se renombra como "Real y Pontificia" por bula papal. 1833 primera clausura. Reabierta varias veces hasta la última clausura en 1865. 1910 se refunda laica como: Universidad Nacional Autónoma de México, 1982 se refunda otra católica como: Universidad Pontificia de México. |
| 3       | Real Universidad de La Plata                                    | 1552      | 1552               | Sucre             | Bolivia              | No llegó a instalarse. |
| 4 (o 1) | Real y Pontificia Universidad de Santo Tomás de Aquino          | 1558/1538 | 1823               | Santo Domingo     | República Dominicana | 1518 se crea un Estudio general. 1538 se crea por bula de Paulo III 1558 se crea oficialmente por Sanción General de la corona española. 1758 se prohíbe por real cédula su autodenominación como primera universidad 1823 se cierra la universidad. 1914 se funda una nueva institución heredera: la Universidad Autónoma de Santo Domingo                      |
| 5       | Real y Pontificia Universidad de Santiago de la Paz y de Gorjón | 1558      | 1767               | Santo Domingo     | República Dominicana | |
| 6       | Pontificia Universidad de Santo Tomás de Aquino                 | 1580      | 1861 - Actualmente | Bogotá            | Colombia             | 1966 se funda la Universidad Santo Tomás. |
| 7       | Universidad de San Fulgencio                                    | 1603      | 1786               | Quito             | Ecuador              | Se fusionó con las otras universidades ecuatorianas, formando en 1786 la Real Universidad Pública Santo Tomás de Quito. |
| 8       | Pontificia Universidad de San Ildefonso                         | 1608      | 1826               | Lima              | Perú                 | Fue extinguida. |
| 9       | Pontificia Universidad de San Ignacio de Loyola                 | 1621      | 1772               | Cuzco             | Perú                 | Fue extinguida. |
| 10      | Universidad de Córdoba                                          | 1621      |                    | Córdoba           | Argentina            | Actual Universidad Nacional de Córdoba. |
| 11      | Pontificia Universidad de Santo Tomás de Aquino                 | 1622      | 1747               | Santiago de Chile | Chile                | Fue extinguida a mediados del siglo XVIII ante la creación de la Real Universidad de San Felipe. |
| 12      | Universidad del Rosario                                         | 1623      | Presente           | Bogotá            | Colombia             | Se crea el Colegio Mayor de Nuestra Señora del Rosario, única universidad sin suspender actividades jamás. |
| 13      | Real y Pontificia Universidad de Mérida                         | 1624      | 1767               | Yucatán           | México               | 1624 se funda bajo la Compañía de Jesús. Se clausura en 1767. 1922 se refunda como la Universidad Autónoma de Yucatán. |
| 14      | Universidad Pontificia Colegio Máximo de San Miguel.            | 1625      | 1767               | Santiago de Chile | Chile                | Fue extinguida. |
| 15      | Pontificia de San Francisco Javier                              | 1621      | 1767 - Actualmente | Bogotá            | Colombia             | Fue suspendida en 1767. Posteriormente en 1930 se restablece con el nombre de la actual Pontificia Universidad Javeriana. |
| 16      | Real y Pontificia Universidad de San Gregorio Magno             | 1622      | 1767               | Quito             | Ecuador              | Se fusionó con las otras universidades ecuatorianas, formando en 1786 la Real Universidad Pública Santo Tomás de Quito. |
| 17      | Real y Pontificia Universidad de San Francisco Xavier           | 1624      |                    | Sucre             | Bolivia              | Actual Universidad Mayor, Real y Pontificia de San Francisco Xavier de Chuquisaca. |
| 18      | Real Universidad de San Carlos Borromeo                         | 1676      |                    |                   | Guatemala            | Actual Universidad de San Carlos de Guatemala. |
| 19      | Universidad de San Cristóbal                                    | 1677      |                    | Huamanga          | Perú                 | Fue extinguida durante la segunda mitad del siglo XIX. Reabierta en 1957 como Universidad Nacional de San Cristóbal de Huamanga. |
| 20      | Real y Pontificia Universidad de Santo Tomás de Aquino          | 1681      | 1786               | Quito             | Ecuador              | Se fusionó con las otras universidades ecuatorianas, formando en 1786 la Real Universidad Pública Santo Tomás de Quito. |
| 21      | Real Universidad de San Antonio Abad                            | 1692      |                    | Cuzco             | Perú                 | Actual Universidad Nacional de San Antonio Abad del Cuzco. |
| 22      | Universidad de San Jerónimo                                     | 1721      |                    | La Habana         | Cuba                 | Actual Universidad de La Habana. |
| 23      | Real Universidad de Santa Rosa                                  | 1721      |                    | Caracas           | Venezuela            | Actual Universidad Central de Venezuela. |
| 24      | Universidad Pencopolitana                                       | 1724      | 1767               | Concepción        | Chile                | |
| 25      | Real Universidad de San Felipe                                  | 1738      | 1839               | Santiago de Chile | Chile                | Actual Universidad de Chile |
| 26      | Real Universidad Pública Santo Tomás de Quito                   | 1786      |                    | Quito             | Ecuador              | Creada de la fusión de las tres universidades ecuatorianas. En 1826 renombrada como Universidad Central de Quito. |
| 27      | Real y Pontificia Universidad de Guadalajara                    | 1792      |                    | Guadalajara       | México               | 1792 Se funda la Universidad. Clausurada y abierta varias veces (1826-1932). 1824 se renombra solo como Universidad de Guadalajara. 1937 se restaura por última vez por el Congreso del Estado. |
| 28      | Universidad de San Buenaventura de Mérida de los Caballeros     | 1810      |                    | Mérida            | Venezuela            | Fue fundada como casa de estudios en 1785, elevada luego a seminario con potestad para expedir títulos universitarios por Carlos IV en 1807, y finalmente reconocida como Universidad en 1810. Es la actual Universidad de los Andes. |
| 29      | Universidad de la Inmaculada Concepción de León de Nicaragua    | 1812      |                    | León              | Nicaragua            | 1812 Se funda la Universidad. Es la última de las universidades fundadas por España en América. Actualmente, es la Universidad Nacional Autónoma de Nicaragua. |

### En Asia

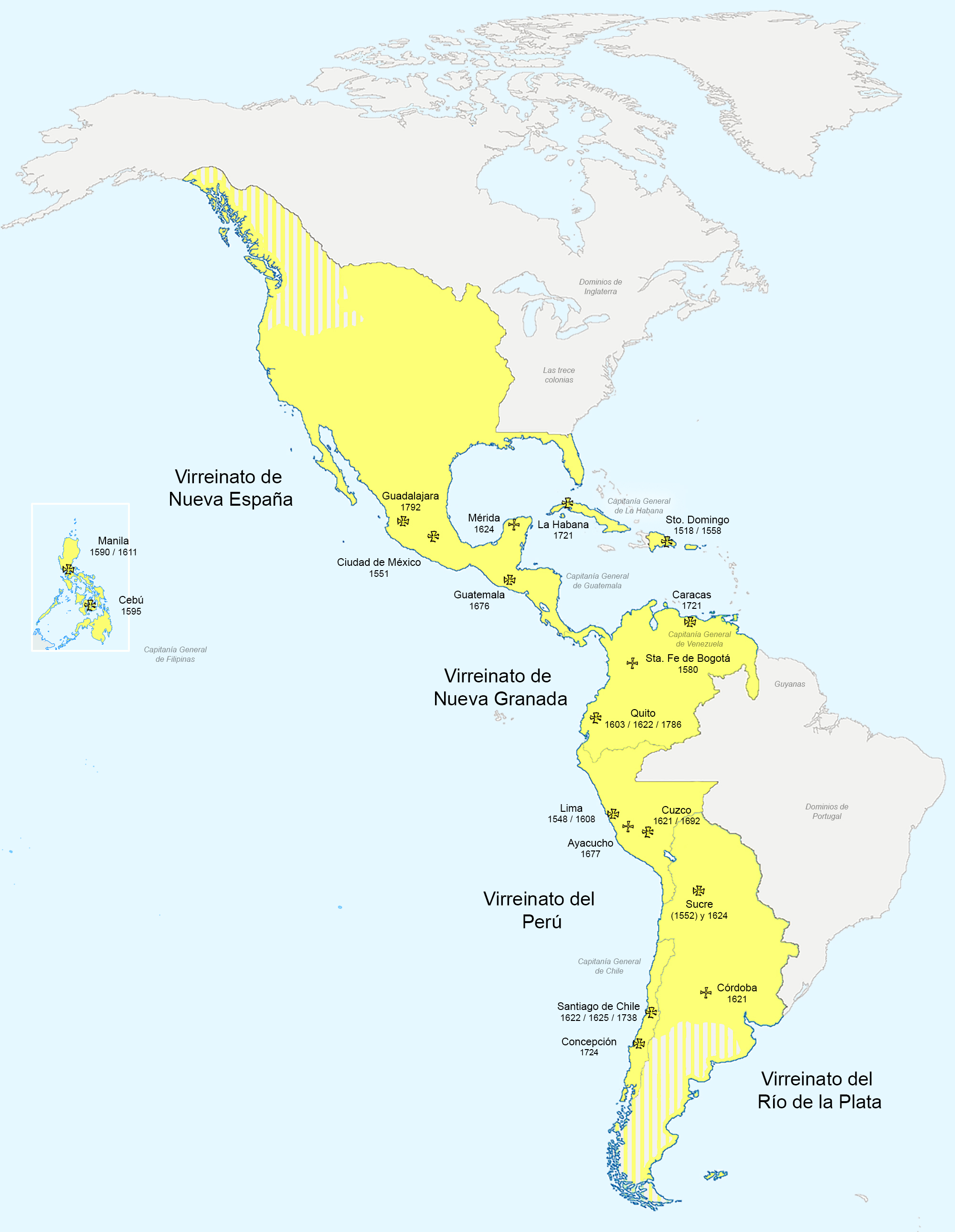
Mapa con la situación de las universidades españolas en América y Filipinas durante el periodo virreinal.

| N.º | Denominación                                 | Fundación | Cierre | Ciudad | País actual | Observaciones                                                                             |
| 1   | Pontificia y Real Universidad de Santo Tomás | 1645      |        | Manila | Filipinas   | 1611 se crea el Colegio de Nuestra Señora del Santísimo Rosario.                          |
| 2   | Universidad de San Carlos                    | 1783      | 1768   | Cebú   | Filipinas   | 1595 se crea el Colegio de San Ildefonso. 1768 cierra por la expulsión de los jesuitas.   |
| 3   | Universidad de San Ignacio                   | 1590      | 1768   | Manila | Filipinas   | 1590 se crea el Universidad de San Ignacio. 1768 cierra por la expulsión de los jesuitas. |

## Profesorado
Hubo un nutrido número de profesores españoles que impartieron docencia en universidades de toda Europa, desde la que la percepción de España y sus intelectuales fue ambivalente, muy elogiosa en unos casos y muy crítica en otros, sobre todo a medida que se iban extendiendo los tópicos de la propaganda antiespañola que han recibido el nombre de leyenda negra. En una citadísima expresión —respuesta a la petición de venir a España, y a la que se han atribuido toda clase de causas, desde recelos antijudíos hasta recelos antiinquisitoriales— Erasmo de Róterdam, la cabeza del humanismo europeo, llegó a decir: no me gusta España.

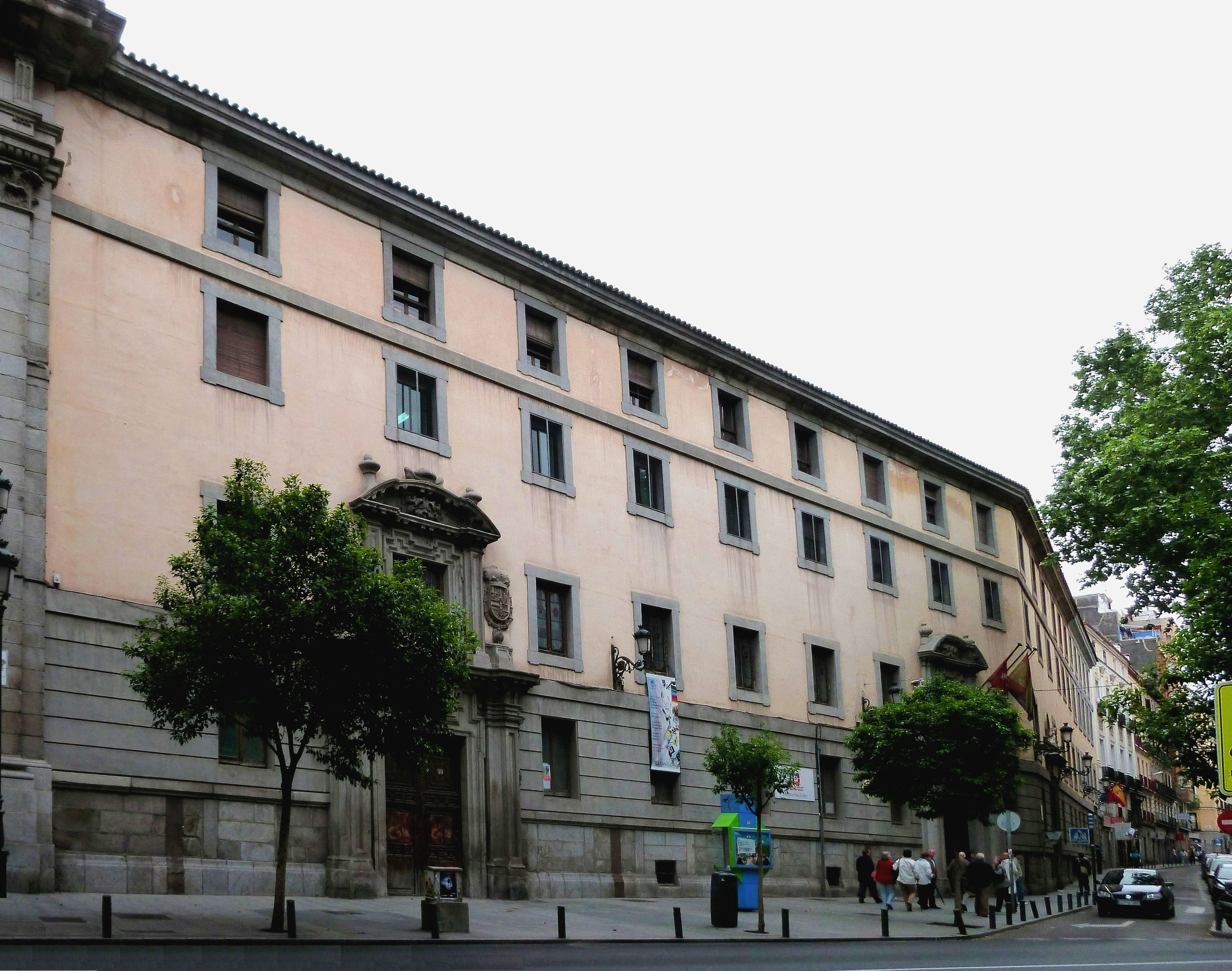
Los jesuitas fundaron instituciones educativas siguiendo el espíritu de la contrarreforma por toda Europa, y fueron especialmente importantes para la recuperación del catolicismo en la Europa Central. Entre sus bases en territorio amigo (la utilización del vocabulario militar es característica de esta Compañía) estaban las de las cortes de los Habsburgo: Viena y Madrid. En la capital española abrió el Colegio Imperial destinado a los hijos de la nobleza, también denominado Seminario de Nobles o Reales Estudios de San Isidro que no tuvo la categoría de universidad.

## Humanistas españoles
Destacan 
Antonio de Nebrija (Grammatica 1492, Biblia Políglota Complutense 1502), 
Ambrosio de Morales, 
Benito Arias Montano (bibliotecario escurialense),
Francisco Sánchez de las Brozas (el Brocense), 
Francisco Sánchez «el Escéptico», 
Fernán Pérez de Oliva, 
Juan de Valdés (Diálogo de la lengua 1535), 
Juan Huarte de San Juan, 
Juan Martínez Guijarro (Silíceo), 
López de Hoyos (el maestro de Cervantes),
Luis Vives, 
Miguel Servet, etc.

## Escuela de Salamanca
Neoaristotélica, formada por teólogos y juristas muy influyentes en la conformación de las modernas ciencias sociales: la economía (arbitrismo), el derecho y la teoría política (a través del derecho internacional o derecho de gentes, la teoría del tiranicidio, la polémica de los justos títulos y un destacadísima forma de debatir los problemas jurídico-políticos de la Monarquía Hispánica: las juntas de teólogos y juristas - Junta de Burgos de 1512, y Junta de Valladolid de 1550). A ella se suelen adscribir personalidades como Francisco de Vitoria, Bartolomé de las Casas, Domingo de Soto, Francisco Suárez, Juan de Mariana, Luis de Molina, Martín de Azpilicueta, Melchor Cano, etc.

## Reformas universitarias
La normativa principal que determinó las características de la educación universitaria durante el Siglo de Oro español, y la posterior evolución de las universidades, fue cronológicamente:

### 1559 Pragmática de Felipe II
La Pragmática de Felipe II de 22 de noviembre de 1559 impedía a los estudiantes castellanos salir a las universidades de fuera del reino (ampliado en 1568 a los estudiantes de la Corona de Aragón) cuya aplicación fue en la práctica poco rigurosa, y cuya motivación es cuestionada por la historiografía.

### 1681
Recopilación de Leyes de los Reinos de las Indias promulgadas por Felipe II, Felipe III, Felipe IV y Carlos II entre 1562 y 1678. De las Universidades, y Estudios generales y particulares.

### 1771 Plan de Aranda
El conde de Aranda, el 14 de septiembre de 1771, decretó un plan de estudios para regular la enseñanza en la Universidad de Alcalá; en la práctica era el modelo universitario general. Constaba de Facultad de Artes (gramática, retórica, lengua griega, lengua hebrea, lengua arábiga, matemáticas y filosofía), Facultad de Medicina, Facultad de Teología y Facultad de Jurisprudencia.

### 1807 Plan Caballero
José Antonio Caballero en 1807 decretó el Plan General de reforma universitaria, por el que intentó suprimir todas aquellas universidades que, por sus escasas rentas, no podían sostener dignamente sus enseñanzas: Almagro, Ávila, Baeza, Gandía, Irache, Oñate, Orihuela, Osma, Osuna, Sigüenza y Toledo. Además, también intentó la uniformidad de los estudios universitarios.

### 1814 Informe Quintana
Durante el gobierno de las Cortes de Cádiz, Manuel José Quintana elaboró en 1813 el llamado Informe Quintana (Proyecto de Decreto para el arreglo general de la enseñanza pública), que el 7 de marzo de 1814 fue declarado ley durante el Trienio Liberal. Las universidades mayores serán nueve en la Península (Salamanca, Santiago, Burgos, Zaragoza, Barcelona, Valencia, Granada, Sevilla y Madrid) y una en Canarias; y las universidades mayores de Ultramar se establecerán en Méjico, S. Luis Potosí, Guadalajara, Mérida de Yucatán, Saltillo, Chihuahua, Guatemala, Manila, Havana, Lima, Charcas, Caracas, Santiago de Chile y Santa Fe de Bogotá.

### 1821 Reglamento General de Instrucción Pública
El Informe Quintana de 1814 fue ampliado y transformado en Ley el 29 de junio de 1821. Esta Ley implantaba cuatro universidades centrales en Madrid, México, Lima y Santa Fe de Bogotá. Las universidades mayores en la Península eran 10 (Salamanca, Santiago de Compostela, Oviedo, Valladolid, Zaragoza, Barcelona, Valencia, Granda, Sevilla y Madrid) además de una en las Islas Baleares en Palma de Mallorca y otra en Canarias en La Laguna. Las universidades mayores de Ultramar se establecen en Méjico, San Luis de Potosí, Guadalajara, Mérida de Yucatán, Saltillo, Chihuahua, Valladolid de Mechoacan, Durango, Oajaca, Santa Fe del Nuevo Méjico, Guatemala, León de Nicaragua, Manila, Havana, Lima, Charcas, Caracas, Santiago de Chile, Santa Fe de Bogotá, Quito, Cuzco, Panamá y Cartagena de Indias. Además, se establecen universidades de segunda enseñanza o de provincia en cada una de las provincias de España (en el momento en el que se publicó la Ley habían 34 provincias: Galicia, Oviedo, León, Zamora, Salamanca, Burgos, Santander, Palencia, Valladolid, Soria, Segovia, Ávila, Madrid, Guadalajara, Toledo, Cuenca, Mancha, Extremadura, Murcia, Jaén, Córdoba, Sevilla, Cádiz, Málaga, Granada, Álava, Vizcaya, Guipúzcoa, Navarra, Aragón, Cataluña, Valencia, Baleares y Canarias), y en Ultramar en Méjico, San Luis de Potosí, Puebla, Valladolid de Mechoacan, Oajaca, Orizaba, Querétaro, San Miguel de Allende, Guadalajara, Zacatecas, Mérida de Yucatán, Villahermosa, Saltillo, Santa Fe del Nuevo Méjico, Chihuahua, Montesclaros (tras haberse rechazado Arizpe por estar en una ubicación periférica), Durango, Guatemala, León de Nicaragua, Chiapa, San Salvador, Comayagua, Cartago, Manila (se rechazó añadir una segunda universidad en Filipinas en Cebú por el momento) Havana, Santiago de Cuba, Puerto Príncipe, Santo Domingo, Puerto Rico, Lima, Cuzco, Arequipa, Trujillo, Charcas, Buenos Aires, Potosí, Oruro, Caracas, Maracaibo, Guayana, Santiago de Chile, Concepción de Chile, Guamanga, La Paz, Salta de Tucumán, Córdoba de Tucumán, Paraguay, Santa Cruz de la Sierra, Coro, Cuenca, Popayán, Antioquía, Cartagena de Indias, Santa Fe de Bogotá, Quito, Guayaquil y Panamá.

### 1824 Plan Calomarde
Francisco Tadeo Calomarde implantó el Plan literario de estudios y arreglo general de las universidades del Reino de 14 de octubre de 1824. Modificaba de forma radical las enseñanzas universitarias que se habían actualizado durante el trienio liberal y la breve influencia napoleónica, suprimiendo buena parte de los estudios científicos en favor del Derecho y la Teología. Las Universidades de Ávila, Osma, Sigüenza y Orihuela quedan reducidas a Colegios, incorporados los dos primeros a la de Valladolid, el de Sigüenza a la de Alcalá, y el de Orihuela a la de Valencia.

### 1836 Plan del duque de Rivas
El duque de Rivas, el 4 de agosto de 1836, decretó un Plan general de Instrucción Pública por el que la "tercera enseñanza comprende: 1.º Las facultades de Jurisprudencia, Teología, Medicina y cirugía, Farmacia y Veterinaria. 2.º. Las escuelas especiales de Caminos y canales, Minas, Agricultura, Comercio, Bellas Artes, Artes y oficios, y las que el Gobierno juzgue conveniente establecer en lo sucesivo, según lo requieran las necesidades públicas. 3.º Estudios de erudición: Antigüedades o arqueología, Numismática y Bibliografía".

### 1845 Plan Pidal
Pedro José Pidal y Carniado decretó el 17 de septiembre de 1845 un nuevo Plan General de estudios, por el que "las Universidades de España quedarán reducidas a diez en los puntos siguientes: Barcelona, Granada, Madrid, Oviedo, Salamanca, Santiago, Sevilla, Valencia, Valladolid y Zaragoza. Las de Canarias, Huesca y Toledo se convertirán en institutos de segunda enseñanza". Sólo en la Universidad de Madrid se conferirá el grado de doctor y se harán los estudios necesarios para obtenerlo.

### 1857 Ley Moyano
La Ley de Instrucción Pública de 9 de septiembre de 1857, conocida como Ley Moyano por ser su artífice Claudio Moyano. Reservó la gestión de la enseñanza superior y de las universidades al Estado; y en la práctica pervivió más de un siglo, hasta la Ley General de Educación de 1970.